# Canton d'Arthez-de-Béarn
Le canton d'Arthez-de-Béarn est une ancienne division administrative française située dans le département des Pyrénées-Atlantiques et la région Aquitaine.

## Composition
Le canton regroupe 21 communes et une partie de la commune de Lacq (Audéjos) :
- Argagnon
- Arnos
- Arthez-de-Béarn 1663 hab
- Artix 3195 hab
- Boumourt
- Casteide-Cami
- Casteide-Candau
- Castillon
- Cescau
- Doazon
- Hagetaubin
- Labastide-Cézéracq
- Labastide-Monréjeau
- Labeyrie
- Lacadée
- Lacq
- Mesplède
- Saint-Médard
- Serres-Sainte-Marie
- Urdès
- Viellenave-d'Arthez.

## Histoire
- En 1790, le canton d'Arthez comprenait les mêmes communes qu'actuellement à l'exception d'Argagnon, Labeyrie, Lacq et Lacadée[1].

- De 1833 à 1848, les cantons d'Arthez et de Lagor avaient le même conseiller général. Le nombre de conseillers généraux était limité à 30 par département[2].

## Représentation

### Conseillers généraux de 1833 à 2015
| Période               | Identité                                               | Parti                  | Qualité |
| --------------------- | ------------------------------------------------------ | ---------------------- | --- |
| 1833-1837 (démission) | Pierre-Joseph Hénaut                                   | Majorité ministérielle | Ancien officier, capitaine de la Garde nationale Propriétaire à Orthez et à Laà-Mondrans Nommé Sous-Préfet de Bayonne en mars 1837 |
| 1837-1848             | Raymond Planté (1797-1885)                             |                        | Maire d'Orthez |
| 1848-1852             | Jean-Marie Larborie Baron de Gayrosse                  |                        | Ancien commandant de la Garde Nationale à cheval de Pau Propriétaire à Audejos                                                     |
| 1852-1874             | Jules de Lestapis                                      | Centre gauche          | Militaire puis agriculteur à Lacq Député (1848-1849 et 1871-1876) - Sénateur (1876-1882)                                           |
| 1874-1880             | Henri de Lestapis (fils du précédent)                  | Droite                 | Propriétaire à Artix |
| 1880-1886             | Louis Vignancour                                       | Gauche républicaine    | Avocat Député (1876-1877, 1878-1885, 1887-1891) - Sénateur (1891-1900)                                                             |
| 1886-1898             | Albert Tachoires                                       | Républicain            | Banquier, conseiller municipal d'Orthez                                                                                            |
| 1898-1904             | Albert Bon                                             | Républicain            | Médecin, conseiller municipal d'Orthez                                                                                             |
| 1904-1910             | Firmin de Lestapis                                     | Act.lib.               | Propriétaire et négociant, Bordeaux                                                                                                |
| 1910-1928             | Albert Dugachard                                       | RG                     | Notaire à Arthez-de-Béarn |
| 1928-1933 (démission) | Sylvain Poey                                           | RG                     | Médecin à Arthez-de-Béarn, conseiller d'arrondissement                                                                             |
| 1934-1939 (décès)     | Pierre Casanouve                                       | RG                     | Médecin, maire d'Artix |
| 1939-1940             | siège vacant                                           |                        | |
|                       |                                                        |                        | |
| 1945-1961 (décès)     | Jean-Damien Costedoat (1896-1961)                      | DVD                    | Médecin Maire de Mesplède (1927-1944 et 1945-1961), ancien conseiller d'arrondissement                                             |
| 1961-1979             | Maurice Plantier                                       | UNR puis UDR puis RPR  | Médecin - Député (1973-1978) Secrétaire d'État (1978-1981) Maire d'Artix (1960-1989)                                               |
| 1979-1998             | Léon Costedoat (1928-2014, fils de J.Damien Costedoat) | UDF                    | Médecin Maire de Mesplède (1961-1995) puis d'Arthez-de-Béarn (1995-2001)                                                           |
| 1998-2015             | Philippe Garcia                                        | PS puis DVG            | Permanent politique Maire d'Arthez-de-Béarn (2001-2020)                                                                            |

### Conseillers d'arrondissement (de 1833 à 1940)
Le canton d'Arthez appartenait à l'arrondissement d'Orthez jusqu'à sa disparition en 1926.
| Période                                  | Période      | Identité              | Étiquette          | Qualité |
| ---------------------------------------- | ------------ | --------------------- | ------------------ | --- |
| 1833                                     | 1848         | M. Lacay              |                    | Médecin à Arnos                                                                                             |
|                                          |              |                       |                    | |
|                                          | 1901         | M. Fillastre          | Républicain rallié | |
| 1901                                     | 1907         | Léopold Poeydaban     | Républicain        | Agriculteur à Arthez-de-Béarn                                                                               |
| 1907                                     | 1927 (décès) | Jean Costedoat        | Droite             | Propriétaire, maire de Saint-Médard                                                                         |
| mars 1927                                | 1928         | Sylvain Poey          | RG                 | Médecin à Arthez-de-Béarn                                                                                   |
| 1928                                     | 1937         | Jean-Damien Costedoat | Républicain        | Médecin, maire de Mesplède                                                                                  |
| 1937                                     | 1940         | Adolphe Castagnet     | Radical            | Cultivateur à Hagetaubin                                                                                    |
| 1940                                     |              |                       |                    | Les conseils d'arrondissement ont été suspendus par la loi du 12 octobre 1940 et n'ont jamais été réactivés |
| Les données manquantes sont à compléter. |              |                       |                    | |

## Démographie
| 1962 | 1968 | 1975 | 1982 | 1990  | 1999  | 2006   | 2011   | 2012   |
| ---- | ---- | ---- | ---- | ----- | ----- | ------ | ------ | ------ |
| -    | -    | -    | -    | 9 480 | 9 649 | 10 290 | 11 315 | 11 424 |